# Ampelocalamus hirsutissimus
Ampelocalamus hirsutissimus är en gräsart som först beskrevs av W.D.Li och Y.C.Zhong, och fick sitt nu gällande namn av Christopher Mark Adrian Stapleton och De Zhu Li. Ampelocalamus hirsutissimus ingår i släktet Ampelocalamus och familjen gräs. Inga underarter finns listade i Catalogue of Life.